# Hugo l’Aleman († 1264)
Hugo l’Aleman († Frühjahr 1264) war ein Ritter im Königreich Jerusalem und Erbe der Herrschaft Caesarea.
Er war der älteste Sohn des Jean l’Aleman und seiner Gattin Margarethe Brisebarre. Seine Mutter, hatte als Erbtochter des Johann Brisebarre von Caesarea die Herrschaft Caesarea mit in die Ehe gebracht.
Hugo starb im Frühjahr 1264 durch einen Sturz vom Pferd, bei dem er sich das Genick brach. Da er keine Nachkommen hinterließ erbte schließlich sein jüngerer Bruder Nicolas l’Aleman die Herrschaft Caesarea.